# Большое Мамлеево
Большо́е Мамле́ево — село в Лукояновском районе Нижегородской области. Входит в состав Тольско-Майданского сельсовета.
Село располагается на левом берегу реки Тёши.
В селе расположено отделение Почты России (индекс 607841).

## Население
| 2002 | 2010 |
| ---- | ---- |
| 775  | ↘729 |

Национальный состав
Согласно результатам переписи 2002 года, в национальной структуре населения русские составляли 97% из 775 человек.